# Vängla
Vängla – wieś w Estonii, w prowincji Rapla, w gminie Märjamaa.
Przed reformą administracyjną gmin estońskich w 2017 roku wieś należała do gminy Vigala.

## Historia
Wieś Vängla powstała w pobliżu szkoły rzecznej Velis. Poprzednia nazwa brzmiała Mullaste. Najwcześniejsze wzmianki o młynie wodnym Mullaste pochodzą z 1556 roku.

## Galeria

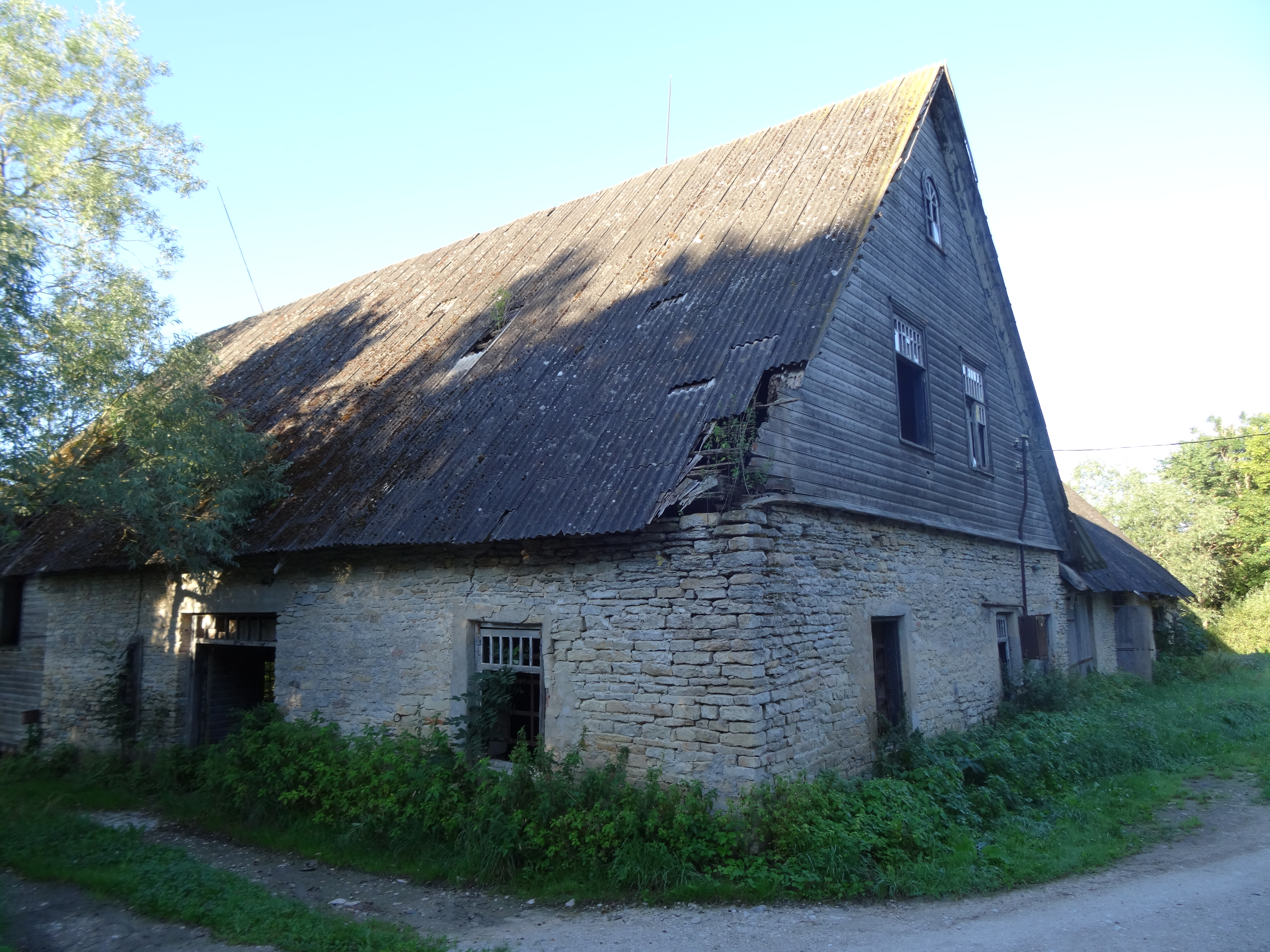
Młyn w Vängla (2015)
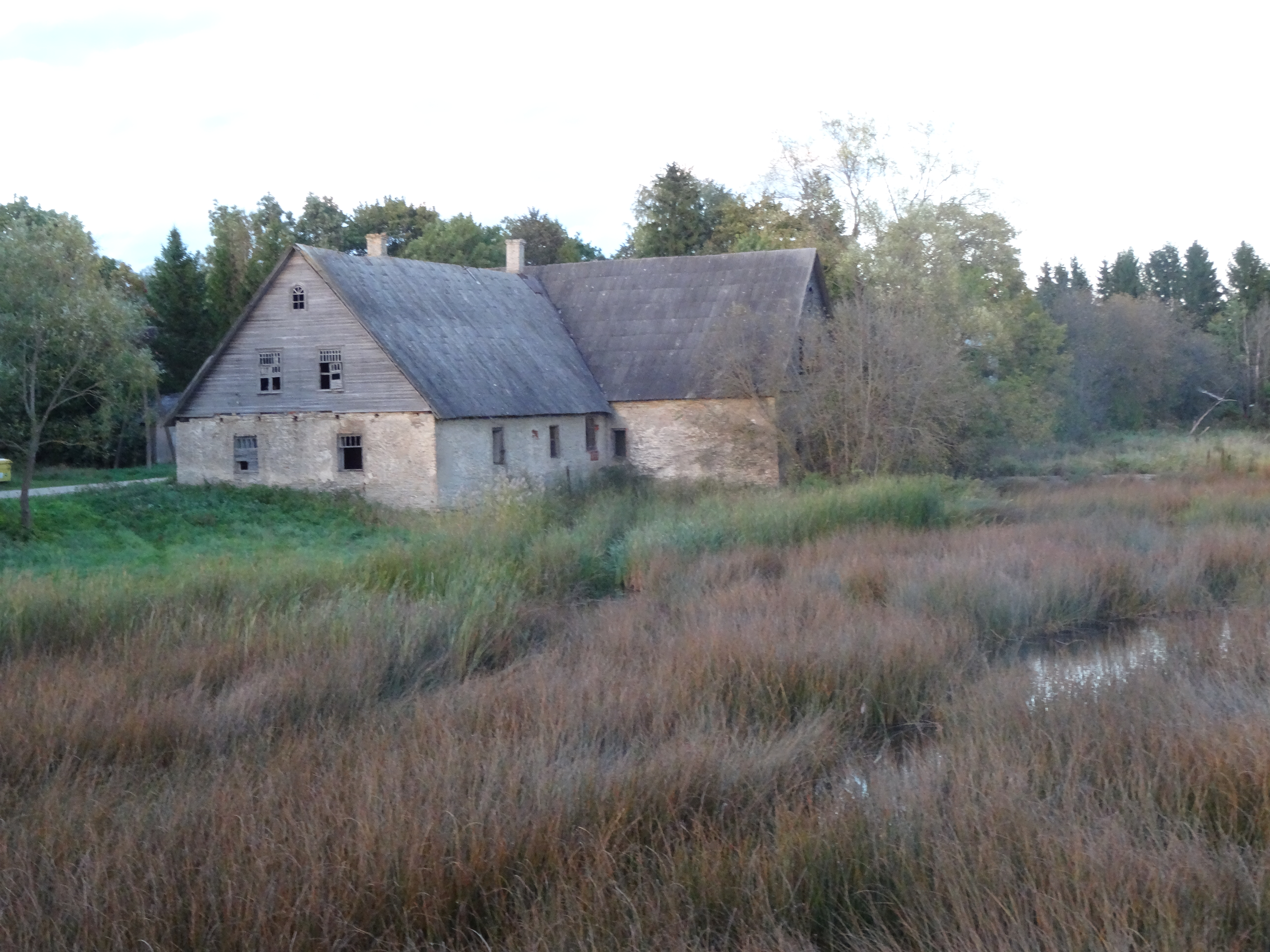
Młyn wodny w Vängla (wrzesień 2015)
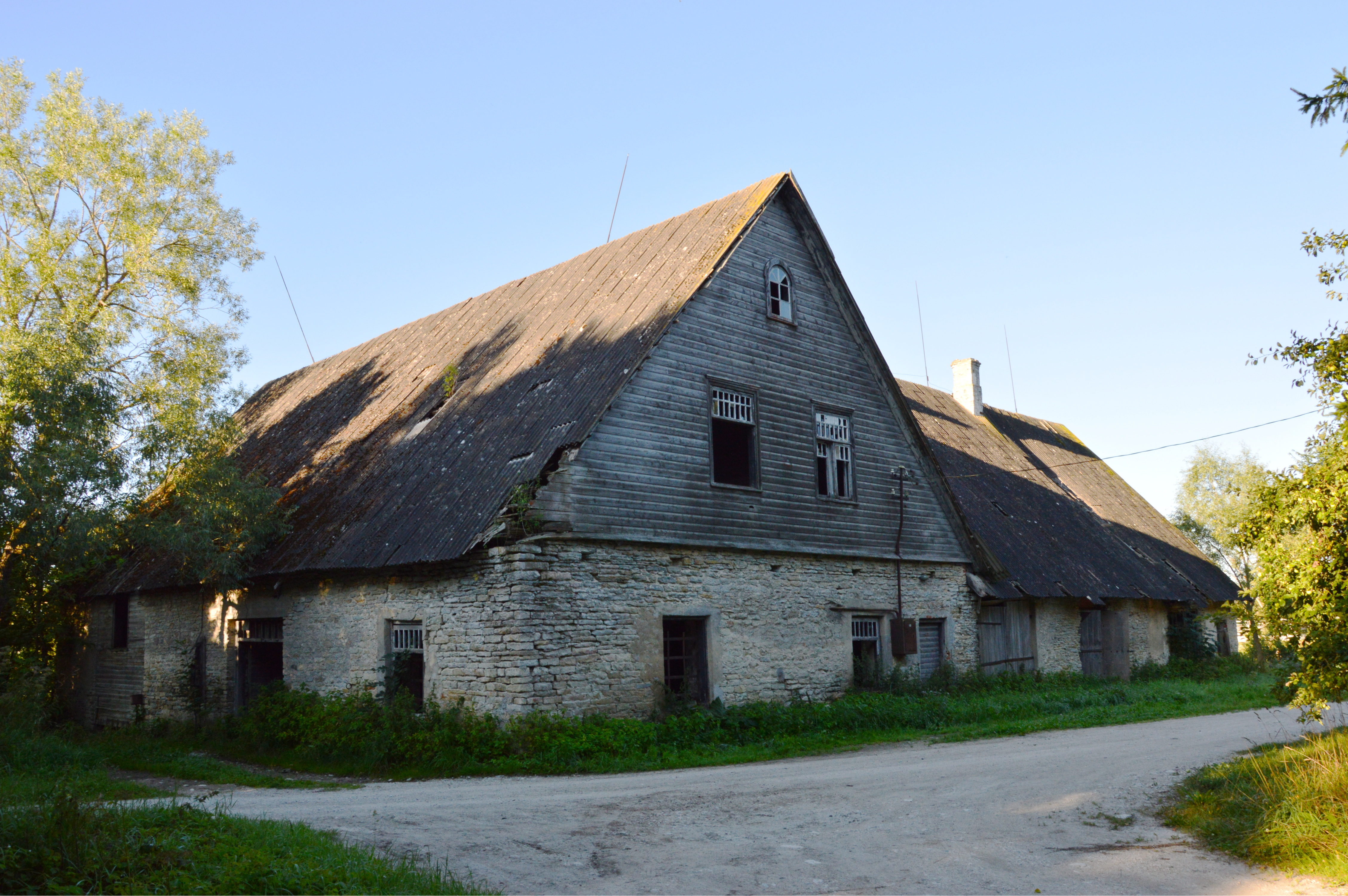
Młyn wodny
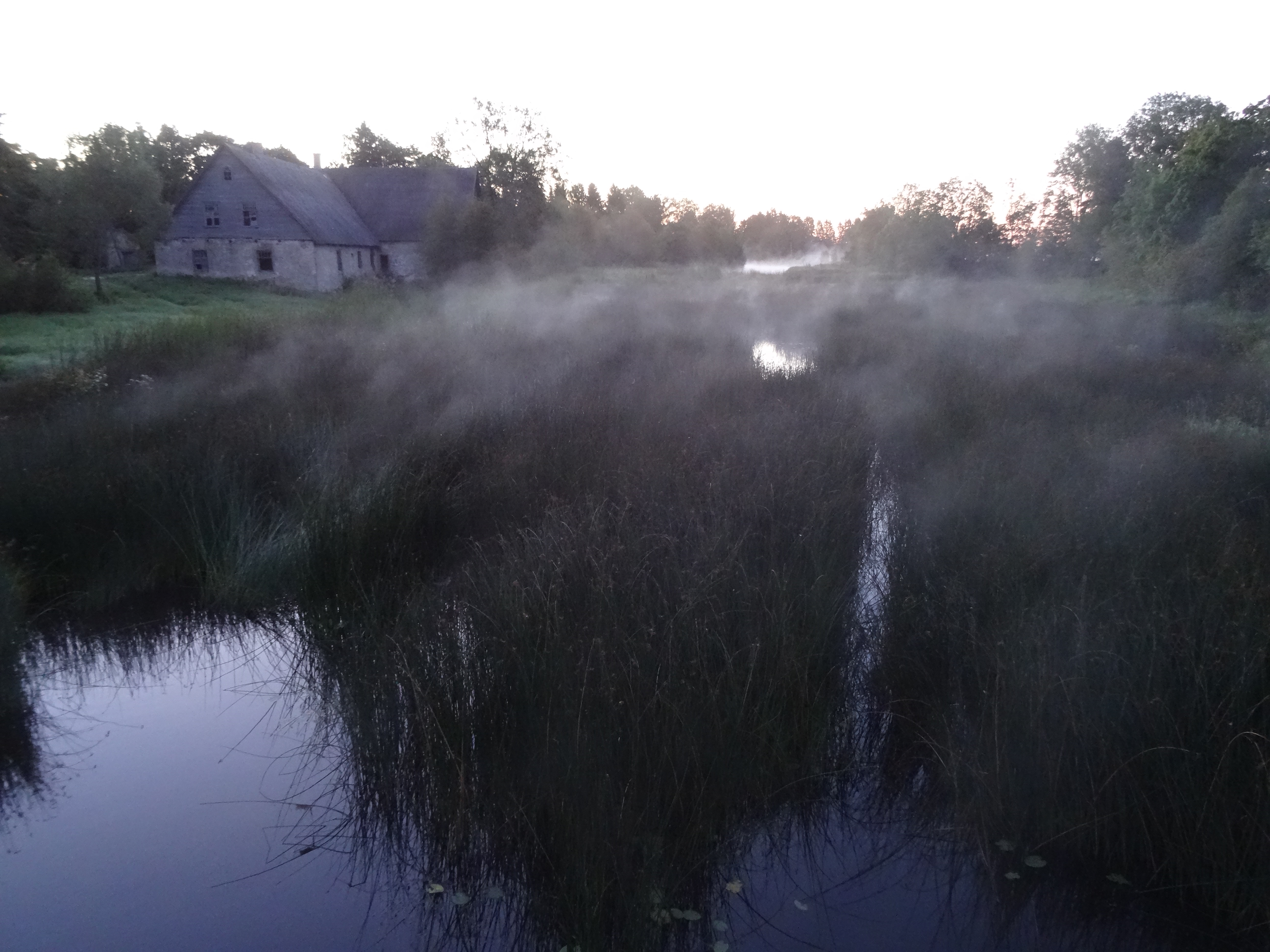
Młyn Vängla i rzeka Velis o poranku
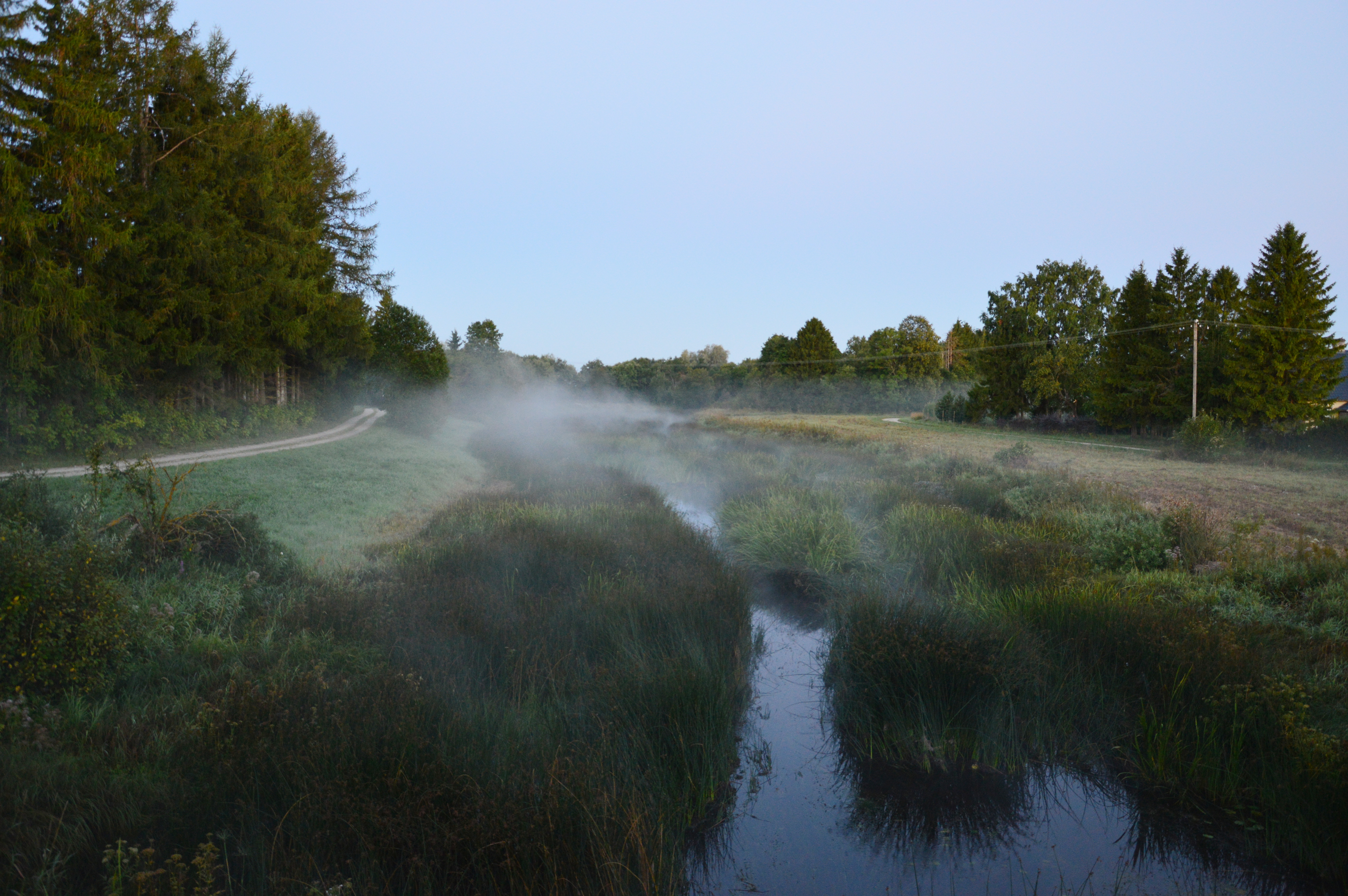
Wcześnie rano rzeka Velise w Vängla
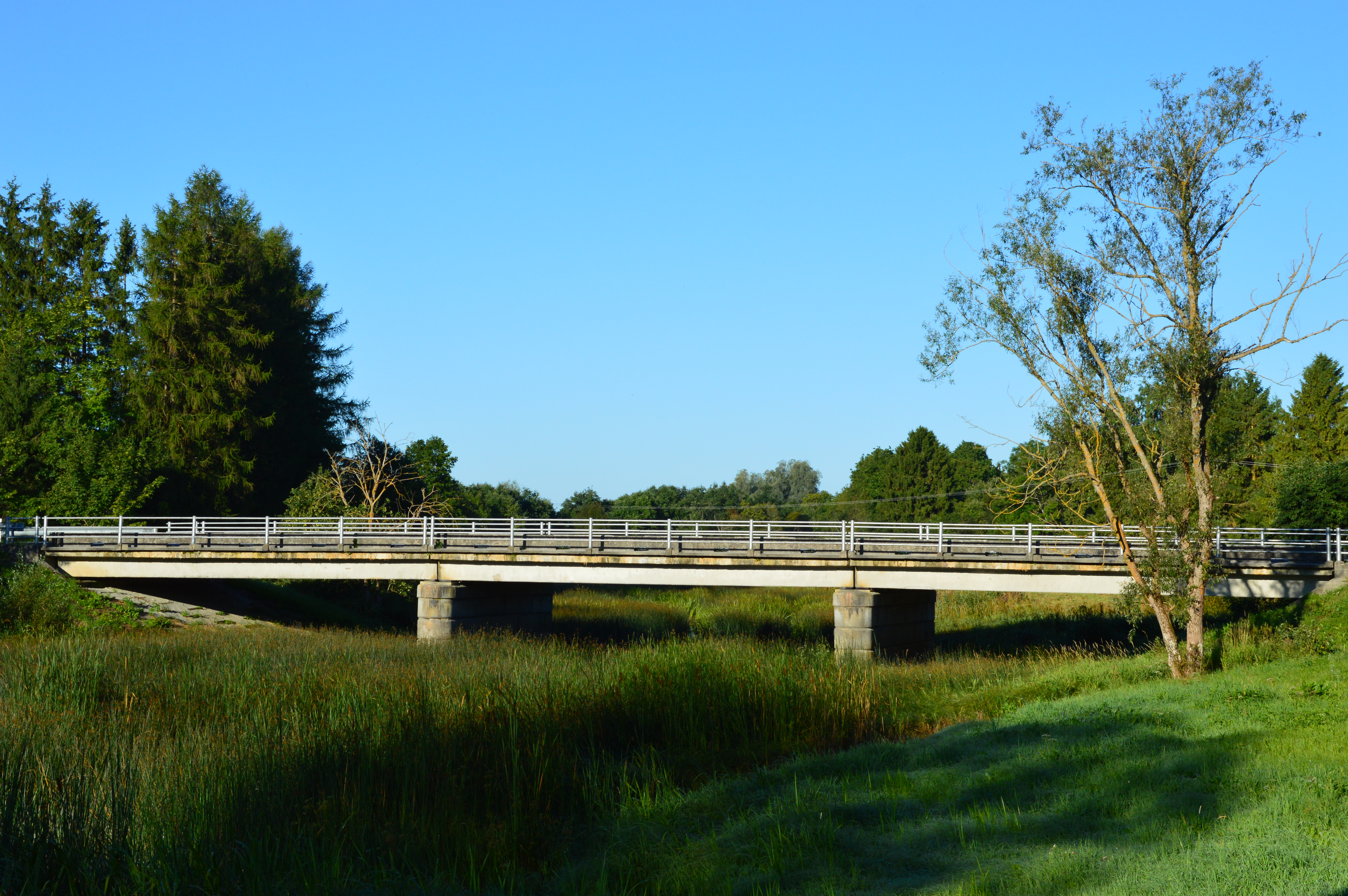
Most Vängla na rzece Velis